# Ayabe (Kyoto)
Ayabe (綾部市), grad u prefekturi Kyoto, u Japanu. Proglašen je gradom 1. kolovoza 1950. godine. Prema procjenama iz 2015., grad je ima 33.821 stanovnika i gustoću naseljenosti od 97.5 osoba po km². Ukupna površina je 347.1 km². 
Ayabe se nalazi u planinama sjeverne prefekture Kyoto. Do grada se može doći vlakom sa stanice u Kyotu ili automobilom za sat i pol vremena. Grad je poznat po osnivanju Omoto-kyo religije.

## Poznate osobe
- Kisshomaru Ueshiba, doshu

## Vanjske povezice
- Službena stranica  Arhivirana inačica izvorne stranice od 10. veljače 2007. (Wayback Machine)
- Ayabe city Tourism Guide  Arhivirana inačica izvorne stranice od 17. lipnja 2020. (Wayback Machine)